# 악마의 계산
악마의 계산(The Devil's Arithmetic)은 미국에서 제작된 도나 다이치 감독의 1999년 드라마, 판타지, 전쟁 영화이다. 커스틴 던스트 등이 주연으로 출연하였고 프레드 와인트롭 등이 제작에 참여하였다.

## 출연

### 주연
- 커스틴 던스트
- 브리트니 머피

### 조연
- 폴 프리먼
- 미미 로저스
- 루이즈 플레쳐
- 니트잔 샤론
- 쉘리 스캔드라니
- 릴로 바우어

## 제작진
- 공동제작: 로베르타스 우르보나스
- 미술: 그레고리 멜튼
- 의상: 알렉스 카바노
- 배역: 다리아 비즈기다이테